# Tubal Vilela da Silva
Tubal Vilela Silva  (Miraporanga, 19 de outubro de 1901 – Uberlândia, 26 de novembro de 1962), foi um empresário e político brasileiro do estado de Minas Gerais. Ele foi prefeito de Uberlândia no  período de 1951 a 1954. Ele também foi deputado estadual em Minas Gerais, durante o período de 1955 a 1959 (3ª Legislatura), pelo PSD.

Embora seu nome fosse considerado de grande prestígio na alta sociedade do Triângulo Mineiro, ele teria sido envolvido em um famoso caso de feminicídio da região, assassinando sua primeira esposa, Rosalina Buccironi, em 1926, absolvido por alegar "legítima defesa da honra". Com ela, Tubal teve dois filhos, Hugo e Fábio. Anos depois, ele se casou com Nila Siqueira, com quem teve outros filhos, Tubal, Rômulo, Rosa Maria e Remo, este morto ainda bebê.
Em 1937, fundou a Empresa Imobiliária Uberlandense, que se transformou na Imobiliária Tubal Vilela (ITV), até hoje existente.
Em 26 de novembro de 1962, aos 61 anos, faleceu de leucemia.